# Agustín Cuzzani
Agustín Cuzzani (Buenos Aires, 1924 - Buenos Aires, 25 de diciembre de 1987) fue un dramaturgo argentino. Se caracterizó por su visión satírica y crítica de la sociedad capitalista. Es famoso por haber creado la "farsátira" como género teatral. Su obra más trascendental y famosa es El centroforward murió al amanecer. En 1988 se publicó su obra Teatro completo.

## Trayectoria
Escritor, ensayista y abogado, es autor de numerosas obras teatrales, libretos televisivos, intervenciones radiales y artículos publicados en medios gráficos nacionales e internacionales. Se caracterizó por su visión satírica y crítica de la sociedad capitalista. 
Creó el género definido como farsátira, fusión de farsa y sátira. 
Sus piezas de teatro fueron traducidas a gran cantidad de idiomas y representadas en el extranjero. Fue el primer autor argentino en representar sus obras en Japón. 
Fue Profesor de Estética en la Fundación Díaz Colodrero (1970-75) y en el Instituto Argentino de Ciencias (1974-76). En 1988 se publicó su Teatro Completo. Obtuvo la Medalla de Oro (Argentores, 1955) y el Primer Premio Discépolo de Teatro

## Obra

### Género narrativo
- Mundos absurdos (1942)
- Lluvia para Yosia (1950)
- Las puertas del verano (1956)

### Género dramático
- Dalilah (1952)
- Una libra de carne (1954)
- El centroforward murió al amanecer (1955)
- Los indios estaban cabreros (1958)
- Sempronio (1962)
- Para que se cumplan las escrituras del origen del amor y de la graduación (1965)
- Pitágoras, Go Home (1983)
- Lo cortés no quita lo caliente (1985)